# 't Lalibellum

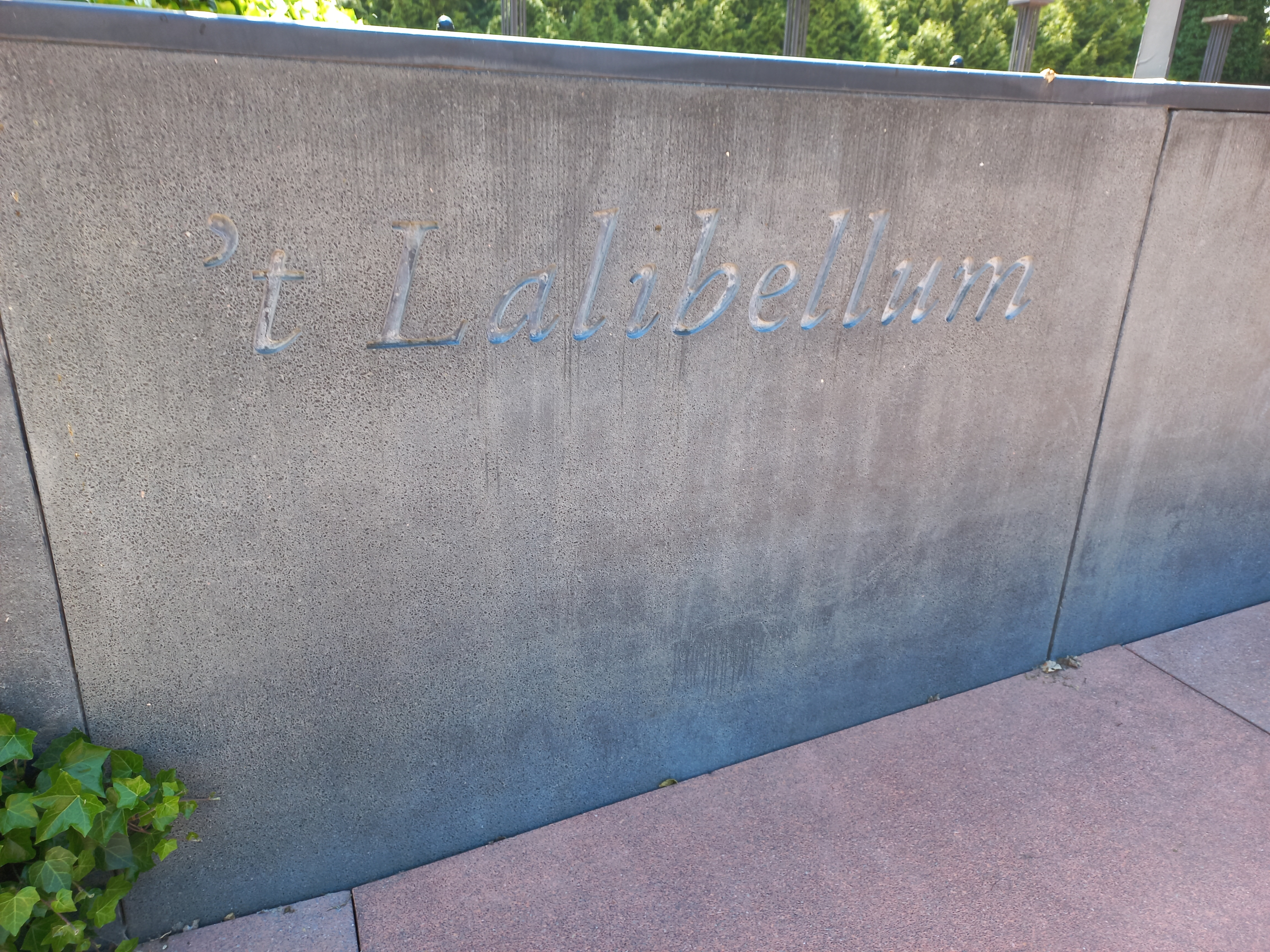
Terreinafscheiding (en keermuur) van ’t Lalibellum (mei 2023)

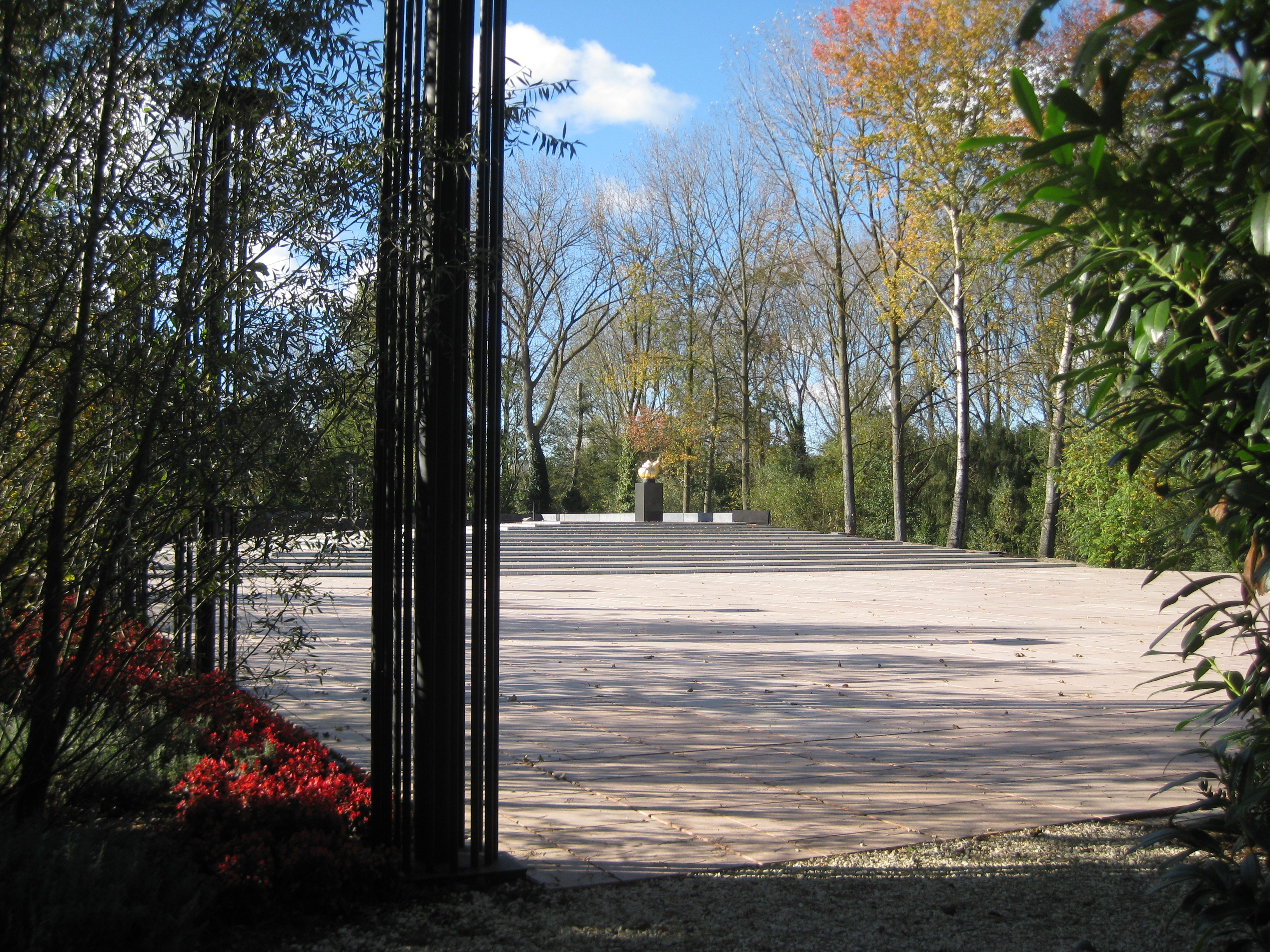
Lalibellum (oktober 2012)

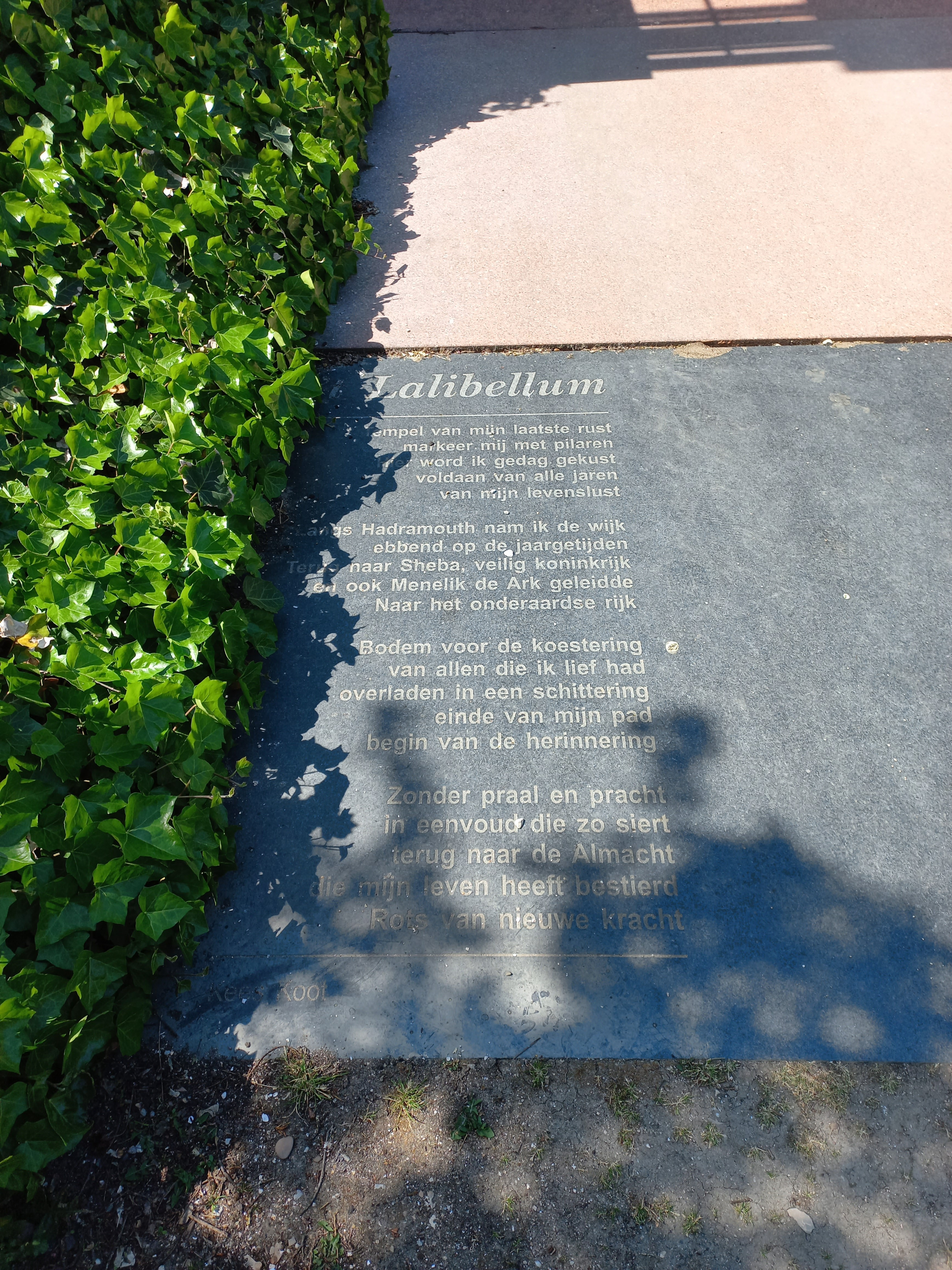
Gedicht van Koot (mei 2023)

't Lalibellum is een onderdeel van Begraafplaats Zorgvlied in Amsterdam/Amstelveen.
De begraafplaats werd eind 19e eeuw opgetuigd in landelijk gebied op het grondgebied van gemeente Nieuwer-Amstel. Gemeente Amsterdam knabbelde steeds meer grondgebied van die uitgebreide doch weinig bewoonde gemeente. Echter, de begraafplaats bleef behoren tot Amstelveen, maar werd door annexaties geheel omsloten door Amsterdam met haar oprukkende bewoning. Dit leidde in de 21e eeuw tot problemen. De begraafplaats lag, ondanks een stijging van het aantal crematies vol; er was geen plek voor nieuwe graven. Om toch de verzoeken te kunnen honoreren werden ‘t lalibellum gebouwd. De titel verwijst naar de rotskerken van Lalibela, alwaar een aantal kerken niet boven de grond werd gebouwd, maar ze waar ze in de rotsachtige bodem werden uit gehouwen en gegraven. In tegenstelling tot de rotsachtige bodem daar is er op het terrein (behalve kunstmatig) geen rots te vinden. Om een grafkelder te kunnen maken, moest dus veen en zand worden afgegraven, totdat een ruimte gecreëerd kon worden voor toekomstige graven. Daarbij hanteerde de begraafplaats een nieuw reglement. Er worden stoffelijke resten in kisten voor tien jaar geplaatst waarna alsnog crematie of herbegraving elders plaatsvindt. Na de crematie wordt de urn met inhoud weer in ’t lalibellum geplaatst. De ruimte dient dus op termijn (ook) tot columbarium. De kelder wordt ook gebruikt voor gemeenschappelijke graven. Bezoekers kunnen er niet in, maar de namen van de doden kunnen worden opgelicht en er is de mogelijkheid om een filmpje van overledenen te projecteren.
Landschapsarchitecte Ada Wille ontwierp een grafkelder met daarop een kleine grafheuvel. De kelder, eigenlijk meer een souterrain met plek voor ruim 2200 graven, is namelijk deels ondergronds gebouwd met daarboven een terrasvormige bovenbouw. Er moest 4000 m³ afgegraven worden; tevens moesten 325 heipalen de grond in. De “stevige onderlaag” in dit gebied lag op circa 14 meter diepte. De twaalf terrassen en kolommen verwijzen naar de twaalf maanden. Door die terrasachtige structuur ontstond meteen een ruimte om (in de buitenlucht) te herdenken. De opstapjes van de terrassen laten de namen van de begravene(n) zien. Het terrein wordt in één hoek afgesloten met een symbolische “eeuwige vlam”. Op 20 juni 2012 vond de opening plaats voor deze toen in Nederland en verre omstreken nieuwe vorm van begraven. Het terrein wordt afgesloten door een grote legplaat met een gedicht van Kees Koot.      